# Lanzadera del glicerol-fosfato

Lanzadera del glicerol-fosfato.

La lanzadera de glicerol-fosfato o lanzadera de glicerol-3-fosfato es un mecanismo que regenera NAD+ a partir de NADH, un subproducto de la glucólisis. Permite el transporte indirecto de poder reductor desde el citosol al interior de la mitocondria.
Las lanzaderas son sistemas de transporte indirecto que utilizan varias reacciones y permiten que el poder reductor entre en la mitocondria. Los sistemas de lanzadera son necesarios porque la membrana mitocondrial interna es impermeable al NADH citosólico y no se puede llevar este coenzima directamente a la matriz mitocondrial. Como el NADH no se vuelve a formar en la matriz sino que se forma otra molécula, el QH2, lo que se transporta es su capacidad reductora.
Este sistema de lanzadera se produce en el músculo esquelético y el cerebro, y tiene menor importancia como transportador de poder reductor a la mitocondria que la lanzadera del malato-aspartato, ya que origina menos ATP en la respiración.
Se ha encontrado esta lanzadera en animales, hongos y plantas.

## Funciones
Tiene dos funciones:
- Contribuye a regenerar el NAD+ del citosol celular, que podrá de este modo volverse a utilizar en reacciones redox como las de la glucólisis.[3]
- Permite que el NADH sintetizado en el citosol durante la glucólisis contribuya con su capacidad reductora a la generación de ATP por medio de la fosforilación oxidativa mitocondrial.[3]

## Comparación con la lanzadera del malato
Las dos lanzaderas tienen la misma función pero tienen características diferentes.
- La lanzadera del glicerol-fosfato es unidireccional, es decir, sólo transporta del citosol a la mitocondria. La del malato transporta en las dos direcciones.[4]

- La lanzadera del glicerol-fosfato no origina el mismo coenzima, ya que toma NADH en el citosol y en la matriz se forma QH2. La del malato recibe NADH a un lado y forma el mismo NADH en el otro.[5]

- La lanzadera del glicerol-fosfato es menos rentable energéticamente. Por cada NADH recogido en el citosol se originarán solamente 2 ATP en la fosforilación oxidativa mitocondrial. Esto se debe a que el coenzima QH2 no cede sus electrones al primer transportador de la cadena de transporte electrónico, sino a otro posterior, por lo que se salta un lugar de bombeo de protones en la cadena. Como el bombeo de protones es el que crea el gradiente quimiosmótico que origina el ATP en la fosforilación oxidativa, al haber menos bombeo hay menor producción de ATP. Por el contrario, el NADH transportado por la lanzadera del malato cede sus electrones al inicio de la cadena y produce unos 3 ATP por molécula, dando por tanto un mayor rendimiento energético.[1]

- La lanzadera del glicerol-fosfato es característica del músculo esquelético y cerebro. La lanzadera del malato es más activa, y característica de hígado, corazón y riñón.[1]